# Neuhaus (Windischeschenbach)
Der ehemalige Markt Neuhaus (ⓘ) ist seit 1972 ein Gemeindeteil der Stadt Windischeschenbach in der nördlichen Oberpfalz und liegt 15 Kilometer nördlich von Weiden in der Oberpfalz. Neuhaus zählt circa 1200 Einwohner.

## Geschichte
Der Markt Neuhaus wurde durch Landgraf Johann I. von Leuchtenberg 1393 gegründet. Die Leuchtenberger waren seit etwa 1300 Eigentümer der Burg Neuhaus. 1415 verliehen die Leuchtenberger den Neuhausern Stadtrechte. Im Jahre 1662 wurde Neuhaus nach einem Blitzschlag fast völlig zerstört, nur drei Häuser blieben von dem Unglück verschont. Zu einer weiteren verheerenden Brandkatastrophe kam es 1887. Der Ort wurde samt Agathakirche noch im selben Jahr wieder aufgebaut. Anlässlich der Gemeindegebietsreform, die am 1. Januar 1972 in Kraft trat, wurde Neuhaus in die Stadt Windischeschenbach eingemeindet.

## Sehenswürdigkeiten
- Burg Neuhaus mit dem Butterfassturm und dem Waldnaabtalmuseum.
- Kirche St. Agatha, im Kern aus den Jahren 1750–1752, nach Brand 1887 erneuert. Zentralbau mit Mittelsäule und eingezogenem Chor, Turm über dem Westportal, barocke Ausstattung.
- Kommunbrauhaus Neuhaus[2]
  - Im Schatten der Burg Neuhaus und des Butterfassturmes führte der Schafferhof in den vergangenen Jahrzehnten ein Schattendasein. Heute gilt der alte Gutshof mit selbstgebrauten Zoigl als sehenswerte Zoigl-Stube in der Oberpfalz.
- 2006 neu eröffnetes Trauzimmer in der Burg Neuhaus.
- Wurzer Straße 6 ist ein im 18. Jahrhundert errichtetes Forsthaus. Der Satteldachbau mit Steingewänden ist unter der Nummer D-3-74-168-40 als Denkmalschutzobjekt in der Liste des Bayerischen Landesamtes für Denkmalpflege eingetragen.[3]

→ Siehe auch Liste der Baudenkmäler in Windischeschenbach#Neuhaus

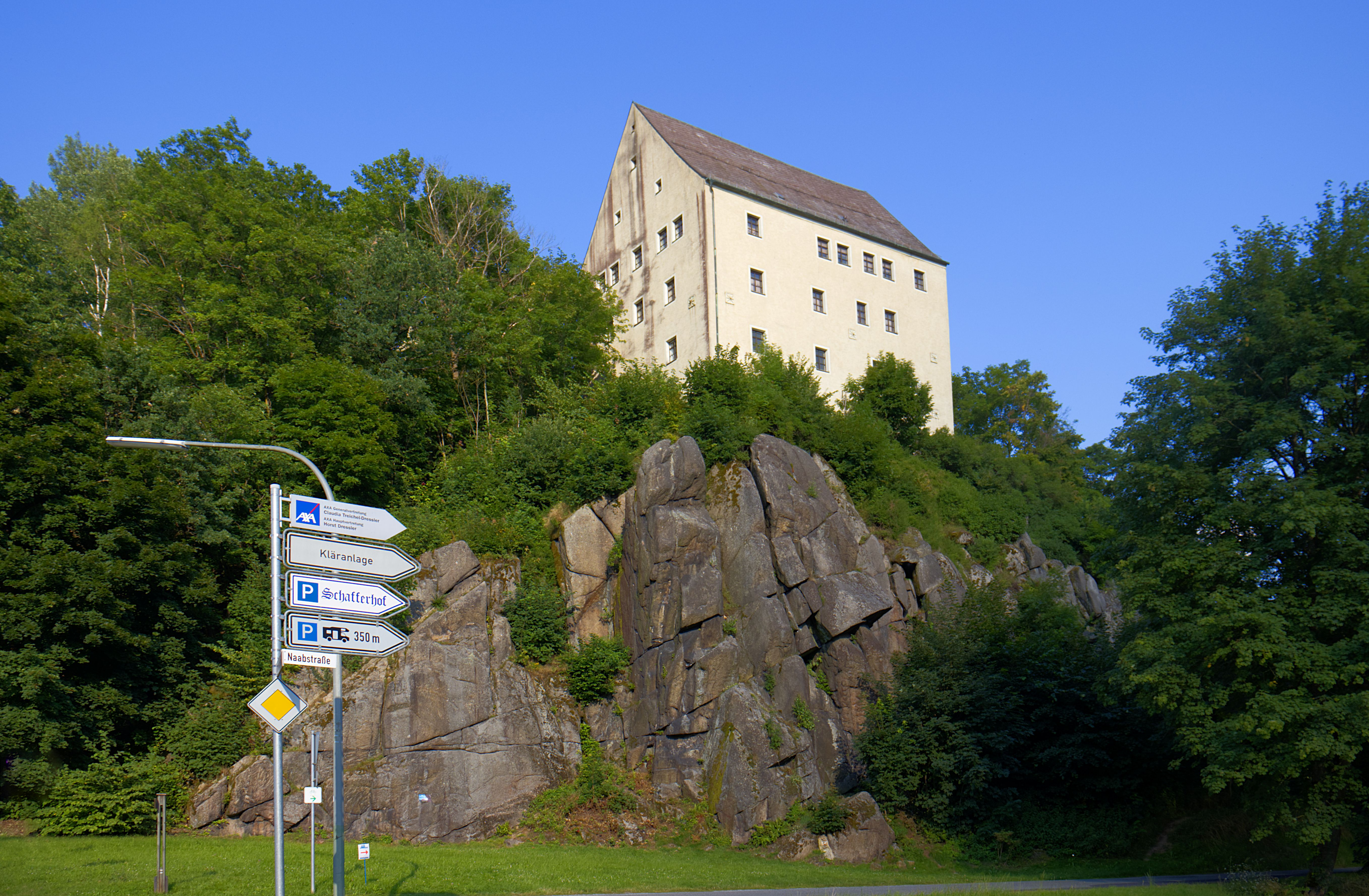
Burgfels mit Burg Neuhaus
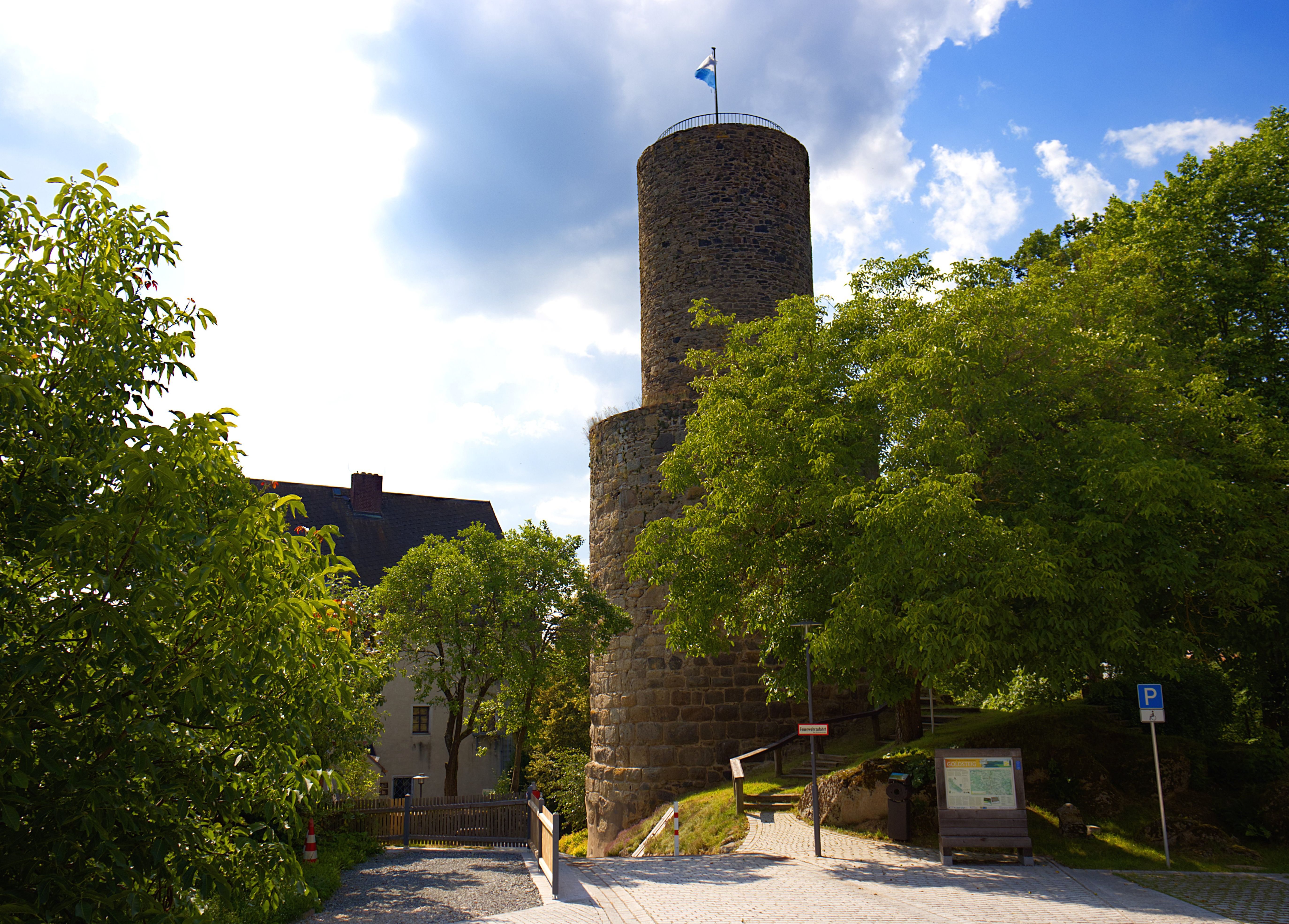
Butterfassturm bei der Burg Neuhaus
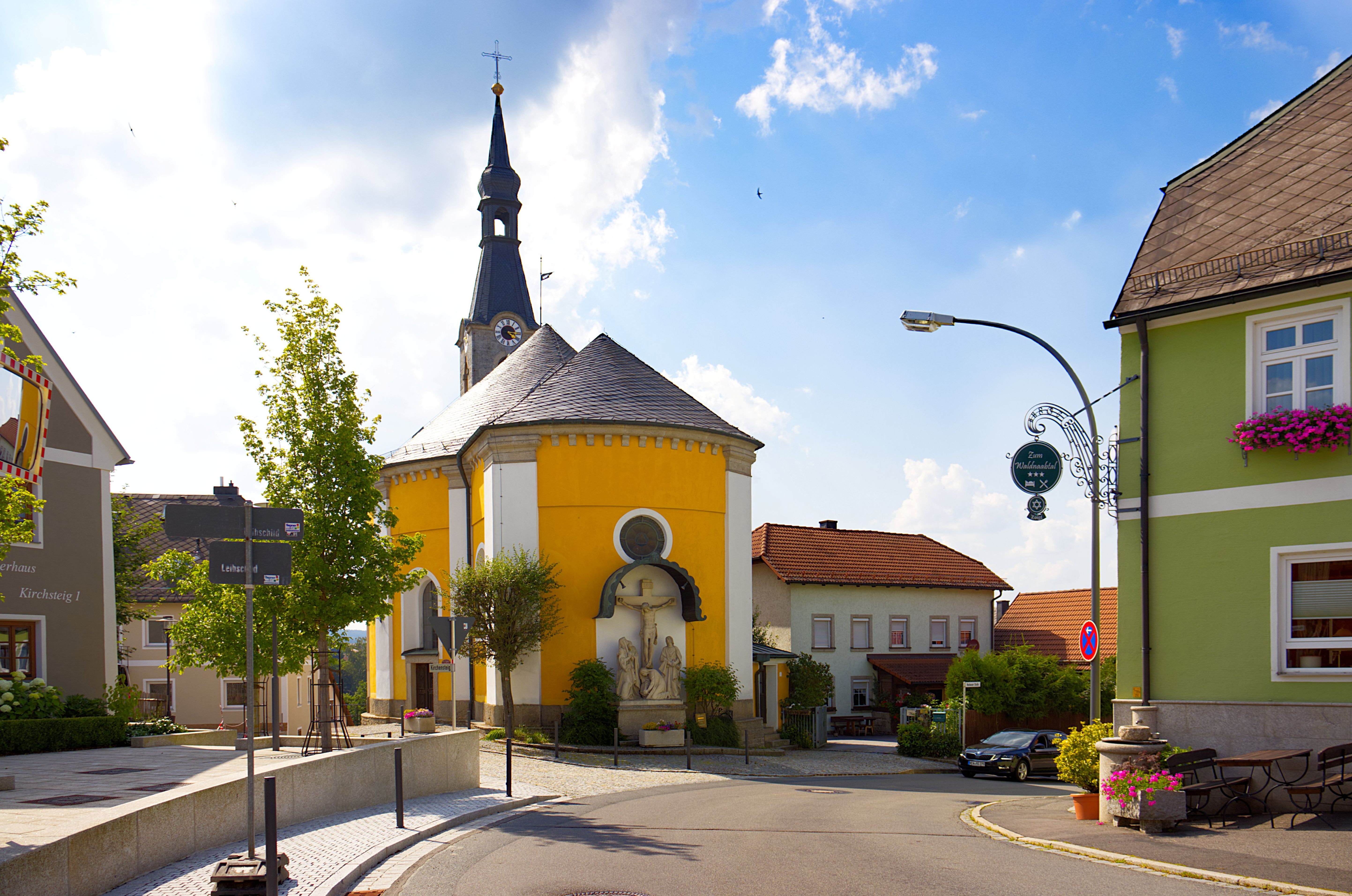
Kirche St. Agatha
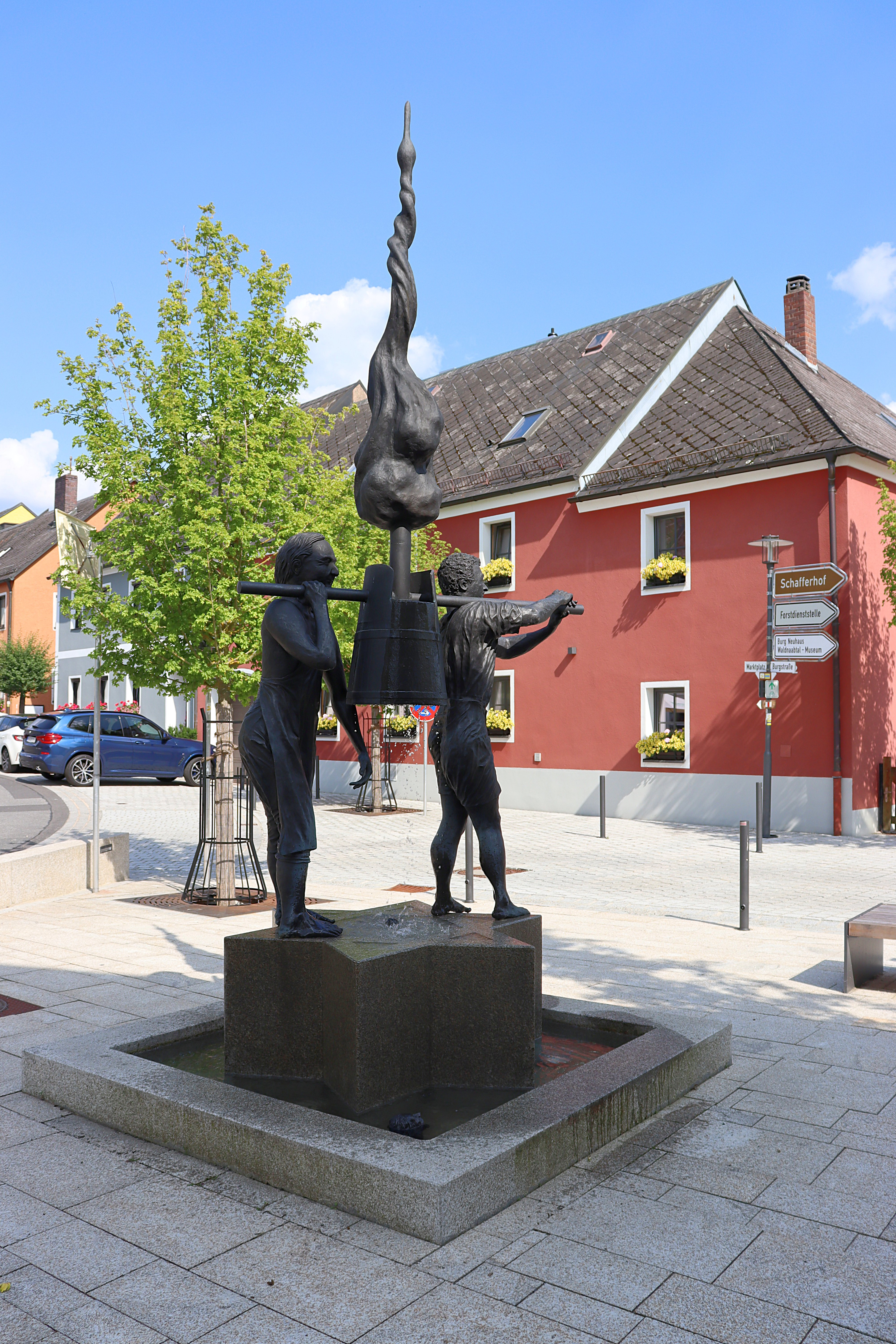
Zoigl-Skulptur auf dem Neuhauser Marktpodest
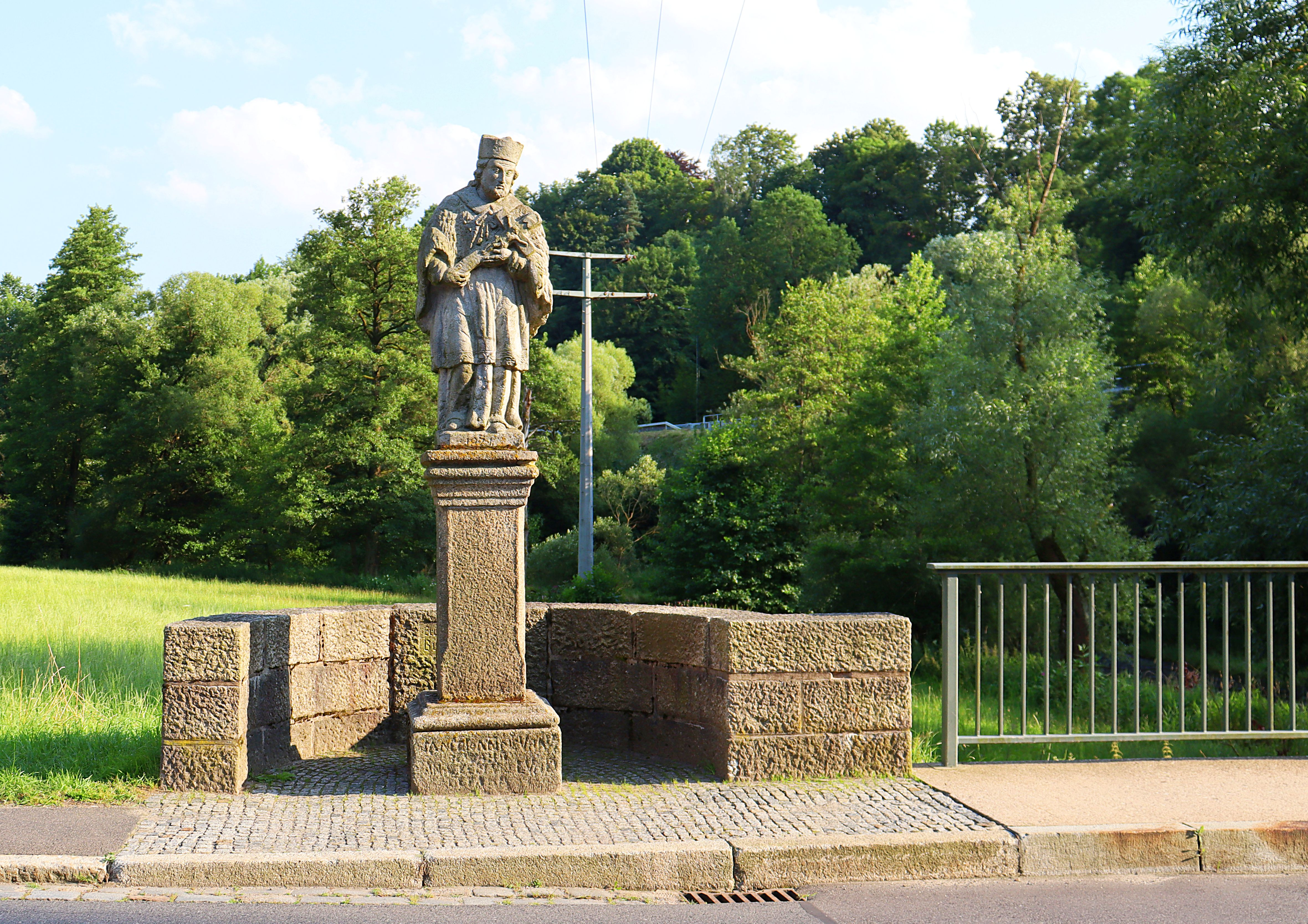
St. Nepomuk als Brückenheiliger vor der Waldnaab-Brücke in Neuhaus